# Aubvillers
Aubvillers – miejscowość i gmina we Francji, w regionie Hauts-de-France, w departamencie Somma.
Według danych na rok 1990 gminę zamieszkiwało 95 osób, a gęstość zaludnienia wynosiła 19 osób/km² (wśród 2293 gmin Pikardii Aubvillers plasuje się na 902. miejscu pod względem liczby ludności, natomiast pod względem powierzchni na miejscu 874.).